# Rodrigue de Villandrando

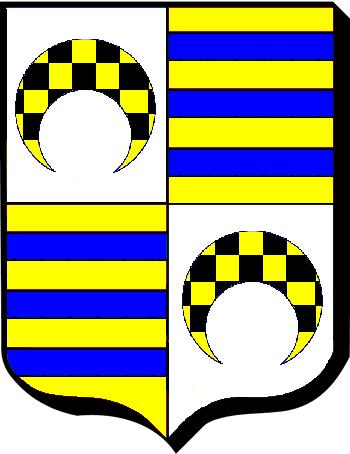
Wappen Rodrigue de Villandrandos

Rodrigue de Villandrando (* um 1386; † um 1457) war ein Söldnerführer in der Zeit  des Hundertjährigen Kriegs. Er trug den Beinamen „Empéreur des brigands“ („Kaiser der Briganten“) oder „L’Écorcheur“ („Halsabschneider“) und war Graf von Ribadeo (in Galicien) und Valladolid.

## Familie
Seine Familie stammt aus Villa-Andrado, einem Ort in Kastilien zwischen Burgos und Valladolid. Don Juan Garcia Gutierrez de Villandrado, Ritter im kastilischen Orden de la Banda, verbündete sich mit Bertrand du Guesclin (1320–1380) als Parteigänger von Heinrich von Trastamaras (1334–1379). Er heiratete eine Schwester von Pierre le Bègue de Villaines, Fürst von Yvetot und Graf von Ribadeo († 1413/14) aus Villaines, der die Grafschaft Ribadeo als Lohn für seine Dienste erhalten hatte. Das Paar hatte zwei Söhne: Ruy Garcia, Regidor von Valladolid, und Pedro, Herr von Bambiella († 1400), der mit Aldonza Diaz de Corral verheiratet war. Rodrigue war der älteste Sohn von Pedro und Aldonza; sein Bruder war Pedro de Coral, der den Familiennamen seiner Mutter trug, und der mit der Crónica del Rey Don Rodrigo, auch als Crónica sarracina bekannt, einen der bedeutendsten Texte des spanischen Mittelalters schuf.
Am 24. Mai 1433 heiratete Rodrigue de Villandrando Marguerite de Bourbon, eine uneheliche Tochter von Herzog Jean I. de Bourbon und Halbschwester von Charles I. de Bourbon. In zweiter Ehe war er mit Beatriz de Zuñiga verheiratet, von der einen Sohn bekam, Pierre, der ihm als Graf von Ribadeo folgte, dessen Nachfolger wiederum sein Neffe Don Gomez de Sarmiento wurde, der Sohn von dessen Schwester Marina, die ebenfalls aus Rodrigues zweiter Ehe stammte.

## Leben
Dank seiner französischen Großmutter begann er seine militärische Laufbahn als Page und dann in einer Kompanie des Marschalls Jean de Villiers de L’Isle-Adam im Bürgerkrieg der Armagnacs und Bourguignons und vor allem bei der Eroberung von Paris am 29. Mai 1418. Um 1420 stellte er seine eigene Brigantentruppe auf, die sich 1422 in die Kompanie des Marschalls Amaury de Sévérac eingliederte. 1424 nahm er an der Schlacht von Verneuil teil. Ab 1427 zog er plündernd durchs Languedoc, vor allem die Regionen um Carcassonne und Nîmes, wobei er im Oktober 1428 bis hinauf nach Lyon gelangte. Etwas zur gleichen Zeit wurde der Söldnerführer Jean Salazar sein Lieutenant (Stellvertreter).
Am 11. Juni 1430 nahm er mit rund 400 Männern auf Seiten der Dauphiné an die Schlacht von Anthon gegen den Fürsten von Orange teil, der im Auftrag des Herzogs von Burgund kämpfte, der sich wiederum im Geheimen mit Herzog Amadeus VIII. von Savoyen zur Eroberung der Dauphiné verbündet hatte. In der Schlacht nahm er François de La Palud, Herr von Varembon und Bussy, und Guillaume III. de Vienne gefangen, für deren Freilassung er ein hohes Lösegeld erpresste. Anschließend stieß er mit seinen Soldaten auf Orange vor. Mit dem Titel eines „Écuyer“ wurde er in die französische Armee aufgenommen und gemeinsam mit Imbert de Groslée mit der Verteidigung der Grenze des Bourbonnais gegen Burgund beauftragt.
1431 erhielt er für seine geleisteten Dienst von König Johann II. von Aragón den Titel eines Grafen von Ribadeo. Im gleichen Jahr bekämpfte er einen Volksaufstand im Forez und vernichtete die Rebellen, die sich nach Saint-Romain-le-Puy geflüchtet hatten. Im September 1432 hielten seine Leute im Dienst Georges de La Trémoilles den Ort Les Ponts-de-Cé, wo sie von Jean V. de Bueil angegriffen wurden. Um 1433 war er im Zenit seiner Macht. Seine etwa 10.000 Söldner (zumeist aus England) terrorisierten die Menschen und plünderten die Landstriche, durch die sie zogen, vor allem im Médoc. 1433 eroberte er die Burg Lagarde-Viaur in Montirat (Tarn), die er ebenfalls nur gegen ein Lösegeld freigab. Gegen ein Darlehen von 6000 Écu an seinen Schwager, den Herzog von Bourbon, erhielt er die Burg von Ussel (Corrèze), später dann die Burg von Châteldon, Von 1434 bis 1439 hatte er seine Hauptquartier auf der Burg Montgilbert. 1438 griff eine Armee des Generalleutnants Charles II. d’Albret mit Unterstützung Villandrados Bordeaux an und plünderte das Médoc, scheiterte aber mit der Eroberung der Stadt an deren Mauern. 1443 zog ein Teil der Männer Villandrados unter dem Kommando Salazars nach Spanien und verwüsteten dabei das Haut Languedoc und das Lauraguais.
Rodrigue de Villandrado wurde aus Frankreich verbannt und beschloss sein Leben als Marschall von Kastilien, bevor er seine Güter der spanischen Kirche vermachte und sich in ein geistliches Leben zurückzog.

## Einige von Villandrando geplünderte Orte
- Treignac
- Meymac
- Tulle
- Saint-Clément-de-Régnat (1431)
- Saint-Romain-le-Puy (1431)
- Bor-et-Bar
- Salers (vor 1428)
- Laparade
- Cordes (1436)
- Bois-Sainte-Marie (1437)
- Lauzun (1438)
- Fumel (1438)
- Issigeac (1438)
- Blanquefort (1438)
- Changy (1441)
- Pavie (1441)
- Saint-Martin-Laguépie
- Aurec-sur-Loire (1430)